# Viscosia parva
Viscosia parva is een rondwormensoort uit de familie van de Oncholaimidae. De wetenschappelijke naam van de soort is voor het eerst geldig gepubliceerd in 1929 door Kreis.